# Northstowe
Northstowe är en stad och en civil parish i South Cambridgeshire distrikt i Cambridgeshire i England. Staden är belägen 10 km från Cambridge. Civil parishen inrättades den 1 april 2021.